# Сапир, Яков
Яков Сапир га-Леви, также Сафир и Эвен-Сапир (по именованию своего сочинения «Эвен Сапир»); (1822[…], Ошмяны, Литовско-Виленская губерния — 19 июня 1885, Иерусалим) — палестинский раввин, каббалист и путешественник.

## Биография
Родился в Ошмянах Виленской губернии в 1822 году. Юношеские годы провёл в Цфате, в 1836 году переселился в Иерусалим.
В 1848 году был командирован палестинскими евреями в качестве эмиссара для сбора добровольных подаяний в пользу палестинских бедных. Поездка продлилась около пяти лет; в 1854 году он отправился вторично и посетил Египет, Аден, Южную Аравию, Индию, Австралию; повсюду старательно собирал рукописные и печатные материалы, исторические и этнографические данные ο местных евреях.
Умер в Иерусалиме в 1886 году.

## Труды
Собранные им данные были изданы в виде двухтомника «Эвен Сапир» обществом «Мекицей Нирдамим» (Лык, 1866) и Брюллем (Майнц, 1874):
- первый том посвящён описанию политического и культурного состояния евреев XIX века в Адене и Йемене;
- второй том — очерк ο положении евреев в Индии и Австралии[3].

Также написал «Игерет Тейман ха-Шенит» — послание против псевдо-Мессии XIX века Шукра Кухейла II («Йехуды бен-Шалома»).